# Limba noastră
Limba Noastră je od 1994. godine nacionalna himna Republike Moldavije
Stihove je napisao Alexei Mateevici (1888. – 1917.), a glazbu je skladao Alexandru Cristea (1890. – 1942.). Originalna poema sadrži 12 kitica, od kojih je 5 iskorišteno za himnu. Ovih 5 kitica je podebljano.

## Limba noastră
Limba noastră-i o comoară

În adâncuri înfundată

Un şirag de piatră rară

Pe moşie revărsată.
Limba noastră-i foc ce arde

Într-un neam, ce fără veste

S-a trezit din somn de moarte

Ca viteazul din poveste.
Limba noastră-i numai cântec,

Doina dorurilor noastre,

Roi de fulgere, ce spintec

Nouri negri, zări albastre.
Limba noastră-i graiul pâinii,

Când de vânt se mişcă vara;

In rostirea ei bătrânii

Cu sudori sfinţit-au ţara.
Limba noastră-i frunză verde,

Zbuciumul din codrii veşnici,

Nistrul lin, ce-n valuri pierde

Ai luceferilor sfeşnici.
Nu veţi plânge-atunci amarnic,

Că vi-i limba prea săracă,

Şi-ţi vedea, cât îi de darnic

Graiul ţării noastre dragă.
Limba noastră-i vechi izvoade.

Povestiri din alte vremuri;

Şi citindu-le 'nşirate, -

Te-nfiori adânc şi tremuri.
Limba noastră îi aleasă

Să ridice slava-n ceruri,

Să ne spiue-n hram şi-acasă

Veşnicele adevăruri.
Limba noastra-i limbă sfântă,

Limba vechilor cazanii,

Care o plâng şi care o cântă

Pe la vatra lor ţăranii.
Înviaţi-vă dar graiul,

Ruginit de multă vreme,

Stergeţi slinul, mucegaiul

Al uitării 'n care geme.
Strângeţi piatra lucitoare

Ce din soare se aprinde -

Şi-ţi avea în revărsare

Un potop nou de cuvinte.
Răsări-va o comoară

În adâncuri înfundată,

Un şirag de piatră rară

Pe moşie revărsată.

## Prijevod na engleski
A treasure is our tongue that surges

From deep shadows of the past,

Chain of precious stones that scattered

All over our ancient land.
A burning flame is our tongue

Amidst a people waking

From a deathly sleep, no warning,

Like the brave man of the stories.
Our tongue is made of songs

From our soul's deepest desires,

Flash of lighting striking swiftly

Through dark clouds and blue horizons.
Our tongue is the tongue of bread

When the winds blow through the summer,

Uttered by our forefathers who

Blessed the country through their labour.
Our tongue is the greenest leaf

Of the everlasting forests,

Gentle river Nistru's ripples

Hiding starlight bright and shining.
Utter no more bitter cries now

That your language is too poor,

And you will see with what abundance

Flow the words of our precious country.
Our tongue is full of legends,

Stories from the days of old.

Reading one and then another

Makes one shudder, tremble and moan.
Our tongue is singled out

To lift praises up to heaven,

Uttering with constant fervour

Truths that never cease to beckon.
Our tongue is more than holy,

Words of homilies of old

Wept and sung perpetually

In the homesteads of our folks.
Resurrect now this our language,

Rusted through the years that have passed,

Wipe off filth and mould that gathered

When forgotten through our land.
Gather now the sparkling stone,

Catching bright light from the sun.

You will see the endless flooding

Of new words that overflow.
A treasure will spring up swiftly

From deep shadows of the past,

Chain of precious stones that scattered

All over our ancient land.

## Vanjske poveznice
- Official page of the state anthem  Arhivirana inačica izvorne stranice od 8. svibnja 2005. (Wayback Machine)
- Audio-Stream (Real Player) of the anthem